# Goren Ciflik, Varna
Goren Ciflik (în bulgară Горен Чифлик) este un sat în comuna Dolni Ciflik, regiunea Varna,  Bulgaria. 

## Demografie
Componența etnică a satului Goren Ciflik
     Turci (15,32%)
     Bulgari (51,4%)
     Nicio identificare (32,67%)
     Altele (0,58%)
La recensământul din 2011, populația satului Goren Ciflik era de 1.527 locuitori. Din punct de vedere etnic, majoritatea locuitorilor (51,4%) erau bulgari, cu o minoritate de turci (15,32%). Pentru 32,67% din locuitori nu este cunoscută apartenența etnică.